# Người Philippines
Người Philippines (tiếng Anh: Filipino, tiếng Philippines: Mga Pilipino) những người liên quan đến Philippines. Theo điều tra dân số năm 2010, có 92.337.852 người Philippines tại Philippines và khoảng 10 triệu người sống bên ngoài Philippines.
Sử dụng của thuật ngữ "Filipino" bắt đầu trong thời kỳ thuộc địa Tây Ban Nha với định nghĩa ban đầu là "một người gốc Tây Ban Nha sinh ra ở Philippines", một người không phải gốc Tây Ban Nha được gọi là một "Indio" (người Austronesian thuần), "Chino" (người Trung Quốc), hoặc "Moro" (người Hồi giáo).
Có khoảng 180 ngôn ngữ và tiếng địa phương được sử dụng tại Philippines, phần lớn trong số họ thuộc ngữ hệ Nam Đảo, với tiếng Tagalog và tiếng Cebu có số người nói đông nhất. Ngôn ngữ chính thức của Philippines là tiếng Filipino và tiếng Anh và hầu hết người Philippines nói hai hoặc ba ngôn ngữ khác nhau.
Người Philippines là một hỗn hợp các ảnh hưởng trong suốt hàng trăm năm lịch sử pha trộn với các nước láng giềng và những kẻ thực dân từ xa đến. Người Philippines, với gốc rễ Nam Đảo, đã phát triển với các ảnh hưởng từ Trung Quốc, Ấn Độ, Nhật Bản, Tây Ban Nha và Mỹ.
Philippines là một thuộc địa của Tây Ban Nha trong 333 năm, điều này đã thiết lập một nền tảng cho văn hóa Philippines hiện đại. Dưới sự cai trị của Tây Ban Nha, hầu hết các dân Philippines theo Công giáo La Mã, nhưng đã nổi dậy nhiều lần chống hệ thống phân tầng của tôn giáo này. Do một chương trình thuộc địa, gần như tất cả các cư dân dùng tên họ Tây Ban Nha từ cuốn sách Catálogo alfabético de apellidos do chính phủ thực dân Tây Ban Nha xuất bản vào năm 1849. Vì các chính phủ trong quá khứ cũng như Cơ quan Thống kê Philippines hiện tại không theo dõi gia phả của từng cá nhân, tỷ lệ người Philippines có tổ tiên Tây Ban Nha là không rõ ràng.

## Tên
Tên Filipino bắt nguồn từ cụm từ "las Islas Filipinas" ("quần đảo Philippines"), tên của quần đảo từ năm 1543 do Ruy López de Villalobos, nhà thám hiểm và thầy tu dòng Dominican đặt tên theo tên của vua Philip II Tây Ban Nha. Việc thiếu chữ "F" trong bảng chữ cái Philippines trước năm 1987 (Abakada) đã khiến chữ "F" được thay thế bằng chữ "P". Sau khi áp dụng chính thức bảng chữ cái 28 chữ hiện đại vào năm 1987, tên Filipino được dùng nhiều hơn hơn chữ cũ Pilipino.
Một số người Philippines tự gọi mình một cách thông tục là "Pinoy" (hoặc: "Pinay"). Đây là một tiếng lóng được hình thành bằng cách lấy bốn chữ cuối cùng của "Filipino" và thêm hậu tố "-y" mang hàm ý nhỏ bé. Trong cách sử dụng phổ biến thì từ này vẫn được hầu hết người Philippines coi là sỉ nhục chủng tộc và xúc phạm. Nguyên căn từ này có từ đầu thế kỷ XX khi lính Mỹ chế giễu gọi người Philippines là "Pee-Noys".
Các từ đồng nghĩa hàm ý địa danh khác cho người Philippines bao gồm: "Patria Adorada" (tiếng Tây Ban Nha, nghĩa "Tổ quốc") được phổ biến sau khi Jose Rizal dùng nó trong bài thơ "Mi último adiós", "Bayang Pilipino" (tiếng Tagalog: "đất nước Philippin") hoặc cách diễn đạt văn học "Sambayanáng Pilipino" (một từ Tagalog chính thức với nghĩa "toàn thể quốc gia Philippin").

## Cộng đồng tại nước ngoài
Người Philippin tạo thành một nhóm dân tộc thiểu số ở các nước châu Mỹ, châu Âu, châu Đại Dương, Trung Đông và các nước khác trên thế giới.
Có khoảng bốn triệu người Mỹ gốc Philippin tại Mỹ, và hơn 300.000 công dân Mỹ ở Philippines. Theo Cục điều tra dân số Mỹ, những người nhập cư từ Philippines tại Mỹ đã hình thành nên nhóm sắc tộc lớn thứ hai theo diện đoàn tụ gia đình chỉ sau Mexico.
Người Philippines chiếm khoảng một nửa  dân số quần đảo Bắc Mariana, một lãnh thổ của Mỹ ở Thái Bình Dương, và một tỷ lệ lớn của dân số Guam, Palau, Lãnh thổ Ấn Độ Dương thuộc Anh, và Sabah.

## Sách tham khảo
- Peter Bellwood (tháng 7 năm 1991). "The Austronesian Dispersal and the Origin of Languages". Scientific American. Quyển 265 số 1. tr. 88–93. doi:10.1038/scientificamerican0791-88.
- Bellwood, Peter; Fox, James; & Tryon, Darrell (1995). The Austronesians: Historical and comparative perspectives. Department of Anthropology, Australian National University. ISBN 0-7315-2132-3.{{Chú thích sách}}:  Quản lý CS1: nhiều tên: danh sách tác giả (liên kết)
- Peter Bellwood (1998). "Taiwan and the Prehistory of the Austronesians-speaking Peoples". Review of Archaeology. Quyển 18. tr. 39–48.
- Peter Bellwood & Alicia Sánchez-Mazas (tháng 6 năm 2005). "Human Migrations in Continental East Asia and Taiwan: Genetic, Linguistic, and Archaeological Evidence". Current Anthropology. Quyển 46 số 3. tr. 480–485. doi:10.1086/430018.
- David Blundell. "Austronesian Disperal". Newsletter of Chinese Ethnology. Quyển 35. tr. 1–26.
- Robert Blust (1985). "The Austronesian Homeland: A Linguistic Perspective". Asian Perspectives. Quyển 20. tr. 46–67.
- Peter Fuller (2002). "Asia Pacific Research". Reading the Full Picture. Canberra, Australia: Research School of Pacific and Asian Studies. Bản gốc lưu trữ ngày 27 tháng 9 năm 2011. Truy cập ngày 28 tháng 7 năm 2005.
- "Homepage of linguist Dr. Lawrence Reid". Truy cập ngày 28 tháng 7 năm 2005.
- Malcolm Ross & Andrew Pawley (1993). "Austronesian historical linguistics and culture history". Annual Review of Anthropology. Quyển 22. tr. 425–459. doi:10.1146/annurev.an.22.100193.002233.
- Scott, William Henry (1984). Prehispanic Source Materials for the study of Philippine History. New Day Publishers. ISBN 978-971-10-0227-5. Truy cập ngày 5 tháng 8 năm 2008. ISBN 978-971-10-0226-8.
- John Edward Terrell (tháng 12 năm 2004). "Introduction: 'Austronesia' and the great Austronesian migration". World Archaeology. Quyển 36 số 4. tr. 586–591. doi:10.1080/0043824042000303764.
- Zaide, Sonia M. (1999) [1994]. The Philippines: A Unique Nation. All-Nations Publishing. ISBN 971-642-071-4.[liên kết hỏng]